# Grainville-la-Teinturière
Pour les articles homonymes, voir Grainville (homonymie).
Grainville-la-Teinturière est une commune française située dans le département de la Seine-Maritime, en région Normandie.

## Géographie

### Situation
Grainville-la-Teinturière est située dans le Pays de Caux, dans la vallée du Durdent.
Elle se trouve à 10 km au sud de la côte d'Albâtre (Saint-Valery-en-Caux, Veules-les-Roses) et à 15 km à l'est de Fécamp.

### Communes limitrophes
|                  | Cany-Barville                   | Bosville              |
| Bertreville      | Grainville-la-Teinturière       |                       |
| Ourville-en-Caux | Beuzeville-la-Guérard Cleuville | Le Hanouard Oherville |

### Hydrographie
La commune est située dans le bassin Seine-Normandie. Elle est drainée par la Durdent, le cours d'eau 01 des Deux Moulins et un autre petit cours d'eau,.
La Durdent, d'une longueur de 25 km, prend sa source dans la commune de Héricourt-en-Caux et se jette  dans la Mancheen limite des communes de Paluel et de Veulettes-sur-Mer, après avoir traversé onze communes. Cette rivière assez puissante permettait à de nombreux moulins à eaux de fonctionner.

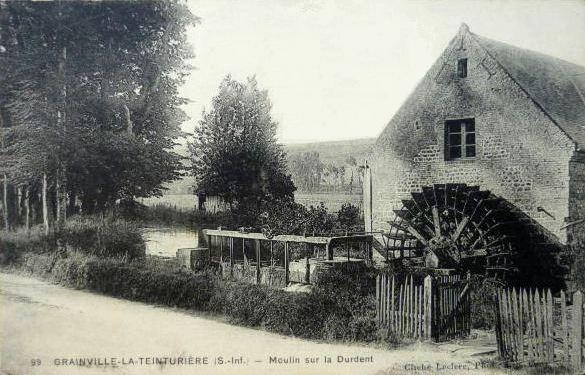
Carte postale ancienne d'un moulin sur la Durdent
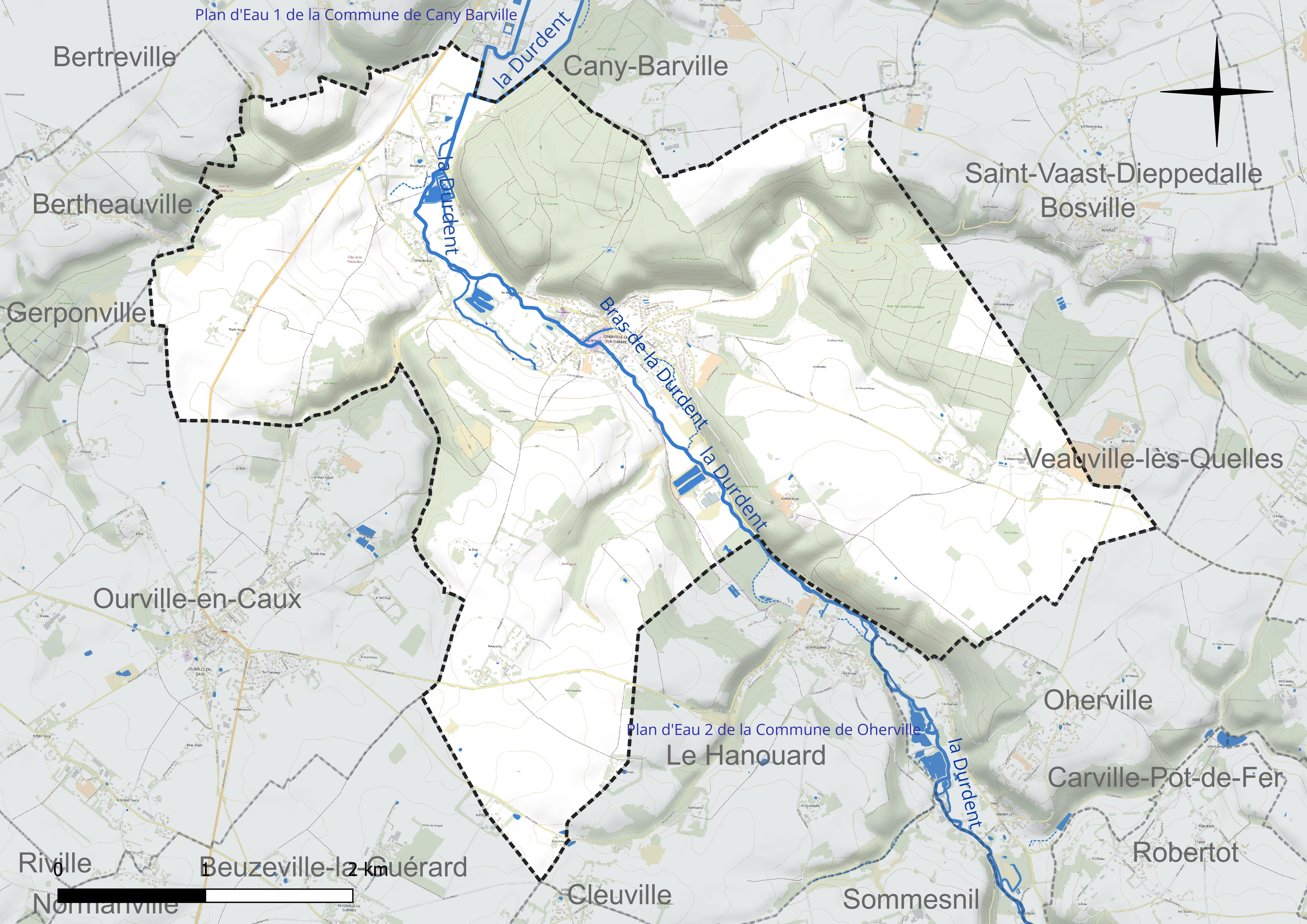
Réseau hydrographique de Grainville-la-Teinturière.

### Climat
Pour des articles plus généraux, voir Climat de la Normandie et Climat de la Seine-Maritime.
En 2010, le climat de la commune est de type climat océanique franc, selon une étude du CNRS s'appuyant sur une série de données couvrant la période 1971-2000. En 2020, Météo-France publie une typologie des climats de la France métropolitaine dans laquelle la commune est exposée à un climat océanique et est dans la région climatique Côtes de la Manche orientale, caractérisée par un faible ensoleillement (1 550 h/an) ; forte humidité de l’air (plus de 20 h/jour avec humidité relative > 80 % en hiver), vents forts fréquents. Parallèlement le GIEC normand, un groupe régional d’experts sur le climat, différencie quant à lui, dans une étude de 2020, trois grands types de climats pour la région Normandie, nuancés à une échelle plus fine par les facteurs géographiques locaux. La commune est, selon ce zonage, exposée à un « climat maritime », correspondant au Pays de Caux, frais, humide et pluvieux, légèrement plus frais que dans le Cotentin.
Pour la période 1971-2000, la température annuelle moyenne est de 10,7 °C, avec une amplitude thermique annuelle de 13,3 °C. Le cumul annuel moyen de précipitations est de 852 mm, avec 12,5 jours de précipitations en janvier et 8,8 jours en juillet. Pour la période 1991-2020, la température moyenne annuelle observée sur la station météorologique la plus proche, située sur la commune d'Ectot-lès-Baons à 17 km à vol d'oiseau, est de 10,8 °C et le cumul annuel moyen de précipitations est de 905,5 mm,. Pour l'avenir, les paramètres climatiques de la commune estimés pour 2050 selon différents scénarios d’émission de gaz à effet de serre sont consultables sur un site dédié publié par Météo-France en novembre 2022.

## Urbanisme

### Typologie
Au 1er janvier 2024, Grainville-la-Teinturière est catégorisée bourg rural, selon la nouvelle grille communale de densité à sept niveaux définie par l'Insee en 2022.
Elle est située hors unité urbaine et hors attraction des villes,.

### Occupation des sols
L'occupation des sols de la commune, telle qu'elle ressort de la base de données européenne d’occupation biophysique des sols Corine Land Cover (CLC), est marquée par l'importance des territoires agricoles (64,3 % en 2018), une proportion sensiblement équivalente à celle de 1990 (64,6 %). La répartition détaillée en 2018 est la suivante : 
terres arables (46,4 %), forêts (32,5 %), prairies (17,9 %), zones urbanisées (2,9 %), espaces verts artificialisés, non agricoles (0,3 %). L'évolution de l’occupation des sols de la commune et de ses infrastructures peut être observée sur les différentes représentations cartographiques du territoire : la carte de Cassini (XVIIIe siècle), la carte d'état-major (1820-1866) et les cartes ou photos aériennes de l'IGN pour la période actuelle (1950 à aujourd'hui).

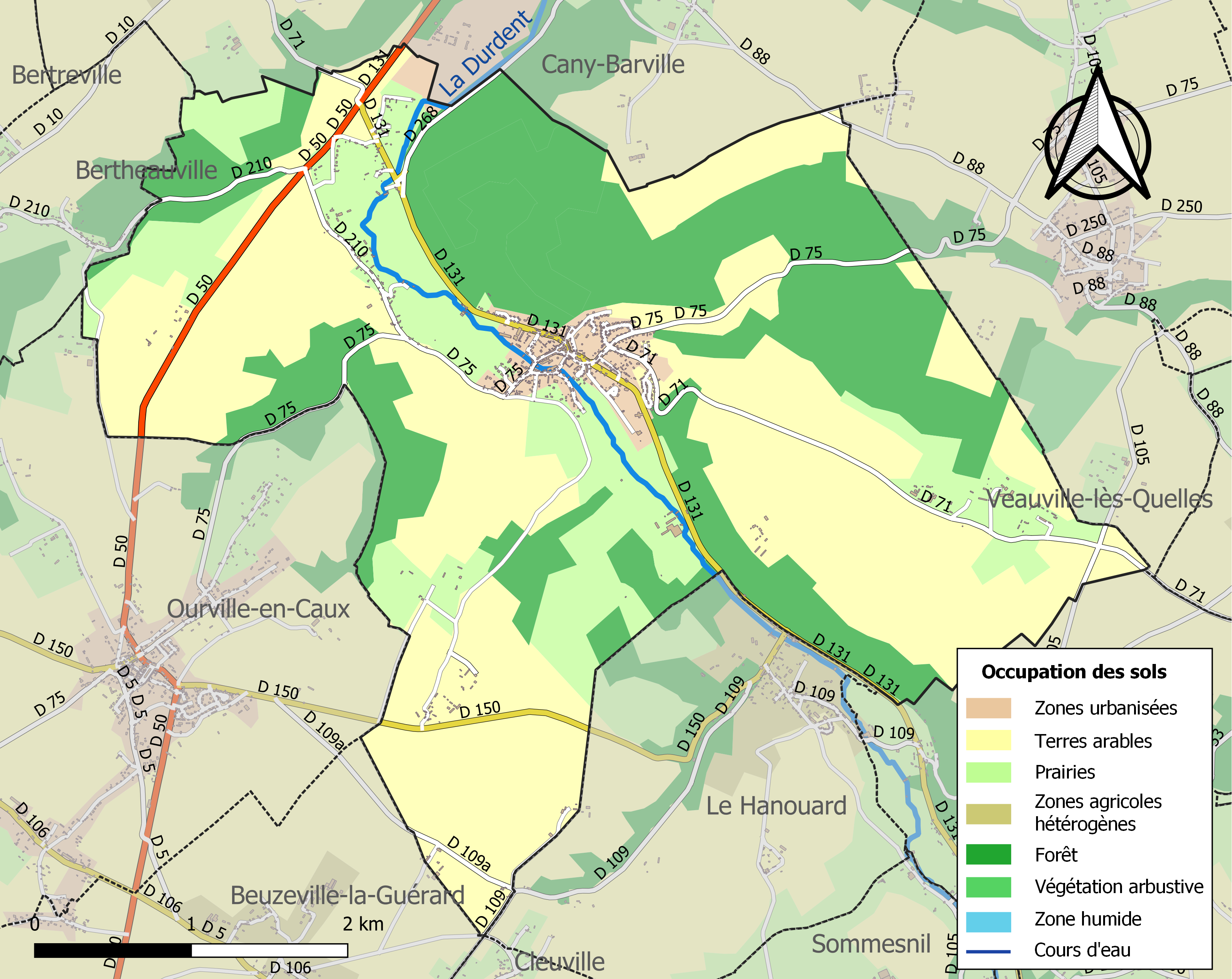
Carte des infrastructures et de l'occupation des sols de la commune en 2018 (CLC).

## Toponymie
- Le nom de la localité est attesté sous les formes Grainvilla vers 1060 et en 1066[16] ; parrochia de Greinvilla Tincturaria entre 1282 et 1292[17] ; « la-Teinturière » est donc un très ancien complément, témoin d'une activité industrielle aussi ancienne[18].
- « Grainville » en 1793, « Grainville-la-Teinturière » en 1801[19].

## Histoire

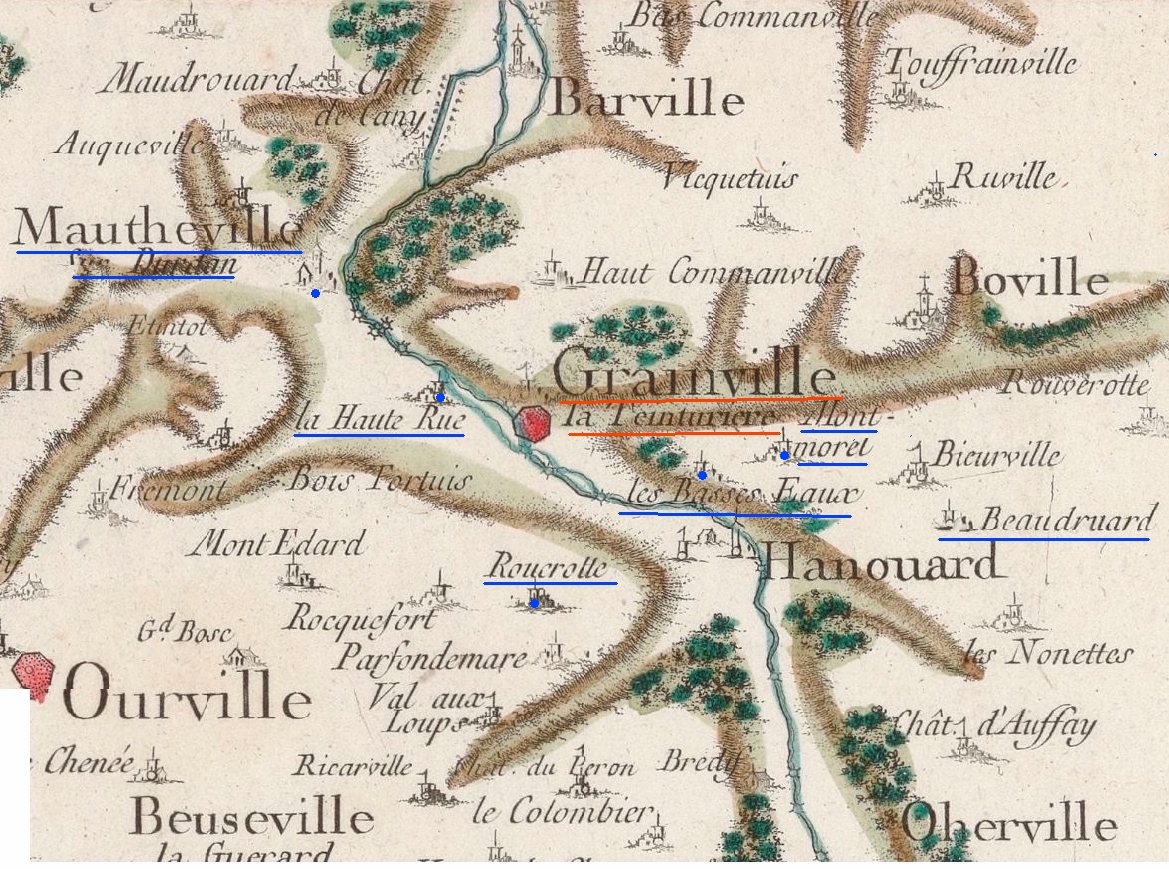
Carte de Cassini du secteur
(vers 1750).

### L'activité industrielle à Grainville sous l'Ancien Régime
Onze moulins à eau sont représentés (roue dentée) sur la carte: quatre en amont de Grainville et sept en aval, dont six concentrés dans le méandre de la Durdent près du hameau de Mautheville. Ils faisaient partie des trente-trois moulins fonctionnant encore sur la rivière au XVIIIe siècle.
Comme le montre un arrêt du Conseil d'État du Roi du 18 avril 1736, ces moulins servaient surtout au blanchiment des toiles et à la teinture des tissus.
Cette activité est ancienne à Grainville, comme le montre la vie de Jean de Béthencourt (1362-1425),  seigneur de Grainville, où il est né, conquérant des îles Canaries au service du roi de Castille Henri III : les Canaries étaient un endroit où se trouvaient des lichens à orseille.

### XIXesiècle
La commune de Mautheville, instituée en 1789 comme celle de Grainville (et toutes les communes de France), est rattachée à celle-ci en 1828.
Au XIXe siècle, le bourg est desservi par la gare de Grainville-la-Teinturière, sur la ligne de Dieppe à Fécamp. Assez loin du bourg, cette gare est proche du château de Cany.

## Politique et administration

### Liste des maires
| Période                                  | Période                    | Identité      | Étiquette | Qualité                                     |
| ---------------------------------------- | -------------------------- | ------------- | --------- | ------------------------------------------- |
| Les données manquantes sont à compléter. |                            |               |           |                                             |
| 1895                                     |                            | Selle         |           |                                             |
| 1909                                     |                            | Lallouette    |           |                                             |
| 1929                                     |                            | Soret         |           |                                             |
| 1983                                     | 1989                       | Henri Pesquet | DVD       | Agriculteur                                 |
| 1989                                     | En cours (au 10 août 2020) | René Vimont   | UMP       | Agriculteur Réélu pour le mandat 2020-2026, |

### Jumelages
Grainville-la-Teinturière est jumelée avec les villes de Teguise et de Betancuria respectivement situées sur les îles de Lanzarote et de Fuerteventura.

## Population et société

### Démographie
L'évolution du nombre d'habitants est connue à travers les recensements de la population effectués dans la commune depuis 1793. Pour les communes de moins de 10 000 habitants, une enquête de recensement portant sur toute la population est réalisée tous les cinq ans, les populations de référence des années intermédiaires étant quant à elles estimées par interpolation ou extrapolation. Pour la commune, le premier recensement exhaustif entrant dans le cadre du nouveau dispositif a été réalisé en 2008.

En 2022, la commune comptait 1 060 habitants, en évolution de −1,4 % par rapport à 2016 (Seine-Maritime : +0,35 %, France hors Mayotte : +2,11 %).
| 1793  | 1800  | 1806  | 1821  | 1831  | 1836  | 1841  | 1846  | 1851  |
| ----- | ----- | ----- | ----- | ----- | ----- | ----- | ----- | ----- |
| 1 027 | 1 200 | 1 204 | 1 199 | 1 551 | 1 589 | 1 608 | 1 602 | 1 504 |

| 1856  | 1861  | 1866  | 1872  | 1876  | 1881  | 1886  | 1891  | 1896 |
| ----- | ----- | ----- | ----- | ----- | ----- | ----- | ----- | ---- |
| 1 477 | 1 533 | 1 579 | 1 415 | 1 314 | 1 191 | 1 138 | 1 150 | 997  |

| 1901 | 1906 | 1911 | 1921 | 1926 | 1931 | 1936 | 1946 | 1954 |
| ---- | ---- | ---- | ---- | ---- | ---- | ---- | ---- | ---- |
| 895  | 986  | 912  | 795  | 765  | 766  | 760  | 867  | 795  |

| 1962 | 1968 | 1975 | 1982 | 1990 | 1999 | 2006  | 2008  | 2013  |
| ---- | ---- | ---- | ---- | ---- | ---- | ----- | ----- | ----- |
| 794  | 801  | 860  | 882  | 964  | 990  | 1 038 | 1 052 | 1 076 |

| 2018  | 2022  | - | - | - | - | - | - | - |
| ----- | ----- | - | - | - | - | - | - | - |
| 1 081 | 1 060 | - | - | - | - | - | - | - |

## Culture locale et patrimoine

### Lieux et monuments

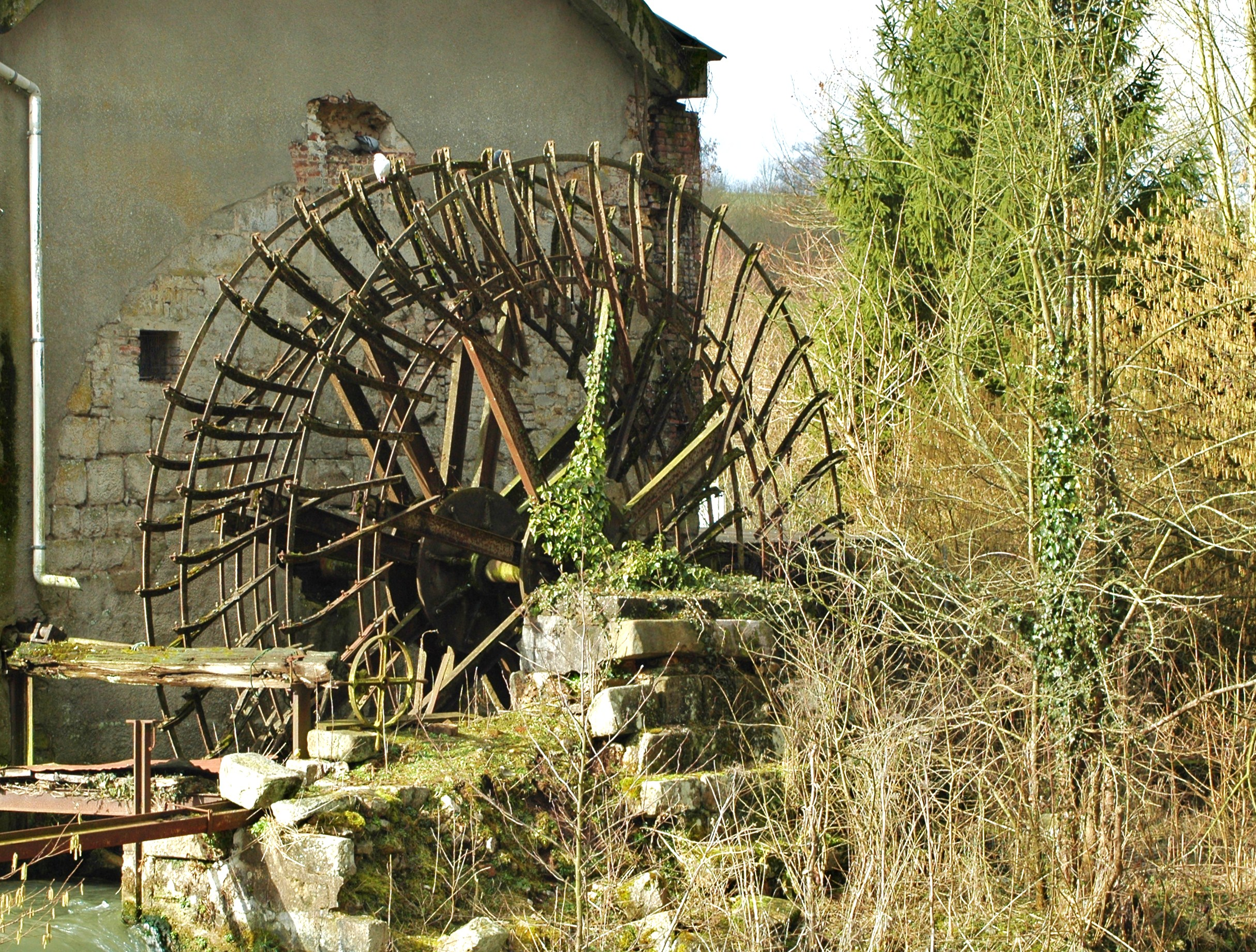
La roue du moulin des Basses Eaux

- L'église Notre-Dame-de-l'Assomption, dans le chœur de laquelle est enterré le navigateur et explorateur Jean de Béthencourt, seigneur des îles Canaries (vassal du roi de Castille) après les avoir conquises à partir de 1402.
- Le musée Jean-de-Béthencourt évoque l'histoire de ce seigneur de Grainville-la-Teinturière qui entreprend en 1402, pour son propre compte (puis pour le compte du roi de Castille), la conquête des îles Canaries. À cette époque, l'archipel est déjà connu, mais n'a pas de seigneur. Avec l'accord et l'appui du roi de Castille et du pape, Jean de Béthencourt se rend maître de Lanzarote, Fuerteventura et El Hierro, les « îles de seigneurie » ; il y organise, d'une manière qu'il veut exemplaire[réf. nécessaire], les rapports entre colons et indigènes pour que ces îles soient « l'exaltation et l'ostentation de toute la chrétienté ».
- Nombreux moulins.

### Personnalités liées à la commune
- Jean de Béthencourt (1362-1425), explorateur et conquérant.
- Robert de Croismare (vers 1445-1493). Curé de Grainville-la-Teinturière en 1473, il deviendra archevêque de Rouen (1483-1493)[26].
- Jean-Baptiste Morel (1851-1942), maire de Rouen de 1914 à 1919.

### Héraldique
| Blason de Grainville-la-Teinturière | Blason  | Écartelé : aux 1er et 4e d’azur à la croisette recroisetée d’or, aux 2e et 3e de gueules à la coquille d’or, sur le tout d’argent au lion de sable. |
| Blason de Grainville-la-Teinturière | Détails | Blason adopté par le conseil municipal le 10 février 2012.                                                                                          |